# Centris nigriventris
Centris nigriventris är en biart som beskrevs av Hermann Burmeister 1876. Centris nigriventris ingår i släktet Centris och familjen långtungebin. Inga underarter finns listade.